# Озброєння та військова техніка Берегової охорони США
Список озброєння та військової техніки Берегової охорони США — перелік озброєння, військової техніки, зброї, кораблів, суден та спеціального оснащення, що перебуває на озброєнні у Берегової охорони Сполучених Штатів Америки.

## Зброя
| Назва                                 | Фото             | Тип                                   | Модифікації      | Калібр            | Походження           | Прим.                                                        |
| Стрілецька зброя                      | Стрілецька зброя | Стрілецька зброя                      | Стрілецька зброя | Стрілецька зброя  | Стрілецька зброя     | Стрілецька зброя                                             |
| Пістолети                             | Пістолети        | Пістолети                             | Пістолети        | Пістолети         | Пістолети            | Пістолети                                                    |
| ------------------------------------- | ---------------- | ------------------------------------- | ---------------- | ----------------- | -------------------- | ------------------------------------------------------------ |
| M9                                    |                  | самозарядний пістолет                 |                  | 9×19 мм Парабелум | Італія               |                                                              |
| P229R-DAK                             |                  | самозарядний пістолет                 |                  | .40 S&W           | Швейцарія/ Німеччина | стандартна службова зброя                                    |
| Автоматична особиста зброя            |                  |                                       |                  |                   |                      |                                                              |
| M16A2                                 |                  | автоматична гвинтівка                 |                  | 5,56×45 мм НАТО   | США                  | Практично вийшла з користування; замінюється на карабіни M4  |
| M4                                    |                  | автоматичний карабін                  |                  | 5,56×45 мм НАТО   | США                  | стандартна службова зброя                                    |
| Mk 18 carbine                         |                  | автоматичний карабін                  |                  | 5,56×45 мм НАТО   | США                  | в обмеженому використанні, переважно спецпідрозділами БО США |
| Рушниці                               |                  |                                       |                  |                   |                      |                                                              |
| M870P                                 |                  | рушниця                               |                  | 12-gauge          | США                  |                                                              |
| Кулемети                              |                  |                                       |                  |                   |                      |                                                              |
| M240                                  |                  | єдиний кулемет                        |                  | 7,62×51 мм НАТО   | США                  |                                                              |
| M60                                   |                  | єдиний кулемет                        |                  | 7,62×51 мм НАТО   | США                  |                                                              |
| M2HB                                  |                  | великокаліберний кулемет              |                  | .50 BMG           | США                  |                                                              |
| Снайперські та марксманські гвинтівки |                  |                                       |                  |                   |                      |                                                              |
| Mk 14 EBR                             |                  | марксманська гвинтівка                |                  | 7,62×51 мм НАТО   | США                  |                                                              |
| Mk 11 Mod 0                           |                  | марксманська гвинтівка                |                  | 7,62×51 мм НАТО   | США                  |                                                              |
| M107                                  |                  | великокаліберна снайперська гвинтівка |                  | 12,7×99 мм НАТО   | США                  |                                                              |
| Гранатомети                           |                  |                                       |                  |                   |                      |                                                              |
| M203                                  |                  | підствольний гранатомет               |                  | 40-мм гранати     | США                  |                                                              |
| Mk 19                                 |                  | автоматичний гранатомет               |                  | 40-мм гранати     | США                  |                                                              |

## Автомобільна та спеціальна техніка
| Назва                           | Фото                            | Походження                      | Кількість                       | Модифікація                     | Прим.                           |                                 |
| Спеціальна автомобільна техніка | Спеціальна автомобільна техніка | Спеціальна автомобільна техніка | Спеціальна автомобільна техніка | Спеціальна автомобільна техніка | Спеціальна автомобільна техніка | Спеціальна автомобільна техніка |
| ------------------------------- | ------------------------------- | ------------------------------- | ------------------------------- | ------------------------------- | ------------------------------- | ------------------------------- |
| Humvee                          |                                 | США                             |                                 |                                 |                                 |                                 |
| LSSV                            |                                 | США                             |                                 |                                 |                                 |                                 |

## Літаки
| Назва                       | Фото | Призначення        | Походження | Модифікація        | Кількість | Прим.                |
| --------------------------- | ---- | ------------------ | ---------- | ------------------ | --------- | -------------------- |
| C-37A                       |      | пасажирський літак | США        |                    | 2         |                      |
| HC-130 «Геркулес»           |      |                    | США        | HC-130H та HC-130J | 27        |                      |
| HC-27J «Спартан»            |      |                    | Італія     |                    | 11        | замовлено 14 одиниць |
| CASA HC-144A «Оушен Сентрі» |      |                    | Іспанія    |                    | 18        |                      |

## Гелікоптери
| Назва          | Фото | Походження   | Тип                             | Модифікація | Кількість | Прим. |
| -------------- | ---- | ------------ | ------------------------------- | ----------- | --------- | ----- |
| MH-60T Jayhawk |      | США          | пошуково-рятувальний гелікоптер | HH-60J      | 42        |       |
| MH-65 Dolphin  |      | Франція/ США | пошуково-рятувальний гелікоптер | MH-65E      | 102       |       |

## Кораблі Берегової охорони
| Фото      | Тип              | Назва кораблів          | Кількість                                          | Планується | Роки        | Прим. |
| Криголами | Криголами        | Криголами               | Криголами                                          | Криголами  | Криголами   | Криголами                                                                                                  |
| --------- | ---------------- | ----------------------- | -------------------------------------------------- | ---------- | ----------- | --- |
|           |                  | «Гілі»                  | 1                                                  |            |             | важкий криголам, найбільше судно Берегової охорони США                                                     |
|           | типу «Полар»     | «Полар стар» «Полар сі» | 2                                                  |            |             | клас криголамів (англ. 399' Polar-class icebreaker (WAGB)                                                  |
| Куттери   |                  |                         |                                                    |            |             | |
|           | типу «Ледженд»   |                         | 8                                                  | 11         | 3 будується | клас великих куттерів національної безпеки (англ. 418' Legend class National Security Cutter, Large (WMSL) |
|           | типу «Гамільтон» |                         | 12 (в США — 2, решта передана іншим країнам світу) |            |             | клас куттерів високої витривалості (англ. 378' High Endurance Cutter (WHEC)                                |
|           | типу «Сентінель» |                         | 40                                                 |            |             | клас куттерів швидкого реагування (англ. 154' Sentinel class Fast Response Cutter (WPC)                    |